# Se la cercherai/Moscacieca twist
Se la cercherai/Moscacieca twist è il primo singolo di Loretta Goggi, pubblicato in Italia nel 1963.

## Descrizione
Il disco venne pubblicato a nome "Loretta". Il primo brano del disco venne scritto da Nico Fidenco e Tassone e venne inserito nella colonna sonora dell'edizione italiana del film Sangue alla testa di Gilles Grangier, con Jean Gabin. Il lato B del disco contiene Moscacieca twist, scritto da Nico Fidenco, Tassone e Cassia.
Il disco è raro e ricercato dai collezionisti.

## Tracce
Lato A
1. Se la cercherai – 2:33 (Nico Fidenco, Nino Pasquale Tassone)

Lato B
1. Moscacieca twist – 2:01 (Nico Fidenco, Nino Pasquale Tassone, Giuseppe Cassia)